# Abbey Hulton

Abbey Hulton är en by i grevskapet Staffordshire i England, omkring 3 kilometer öster om Burslem i Stoke-on-Trent. Sedan 1922 ingår Abbey Hulton i Stoke-on-Trents kommun, nuvarande City of Stoke-on-Trent.
Abbey Hulton har tagit sitt namn från Hulton Abbey, en klosterkyrka som var dedicerad till Maria och belägen omkring en kilometer från Milton, på högra sidan vägen mellan Stoke och Leek. Klosterkyrkan i Hulton grundades av Henry de Audley för honom själv och hans familj, som tillhörde Cisterciensorden. Släkten Audley fortsatte att sköta klostret under medeltiden.
Klosterbyggnaderna låg på den södra sidan av kyrkan, vilken bestod av nav, gångar, kyrkokor, tvärskepp (var och en med två östliga kapell) och ett högt torn. Spår av klosterkyrkans fiskdammar är synliga nära Trent på västra sidan av vägen. 
Abbey Hulton United FC, det lokala fotbollslaget, spelar i Staffordshire County Senior League Premier Division.